# Bioley-Orjulaz
Bioley-Orjulaz é uma comuna da Suíça, situada no distrito de Gros-de-Vaud, no cantão de Vaud. Tem 3,12 km² de área e sua população em 2018 foi estimada em 512 habitantes.